# Lons-le-Saunier
Lons-le-Saunier és un municipi francès, capital del departament del Jura, a la regió de Borgonya - Franc Comtat.

## Fills il·lustres
- Bernard Clavel (1923 - 2010) assagista i escriptor. Premi Goncourt de l'any 1968.[1]